# Заславский, Юрий Иванович
Юрий Иванович Заславский (укр. Юрій Іванович Заславський; род. 6 марта 1982 года, Хмельницкий) — украинский предприниматель, политик.
Народный депутат Украины IX созыва.

## Биография
Окончил экономический факультет Хмельницкого экономического университета, юридический факультет Львовского национального университета имени Ивана Франко. Учился в Национальной академии государственного управления при Президенте Украины (изучал государственное управление).
Заславский является директором ООО «Макрус ЛТД».

## Политическая деятельность
Он был кандидатом в депутаты Хмельницкого городского совета.
Кандидат в народные депутаты от партии «Слуга народа» на парламентских выборах 2019 года, № 118 в списке. На время выборов: директор ООО «Макрус ЛТД», член партии «Слуга народа». Проживает в городе Хмельницком.
Член Комитета Верховной Рады по вопросам здоровья нации, медицинской помощи и медицинского страхования.